# Karl Kehrer (Jurist)
Karl Kehrer (* 14. Oktober 1925 in Neundling bei Putzleinsdorf; † 8. April 2017 in Wien) war ein österreichischer Jurist in den Gebieten des Wirtschafts- und Sozialrechts, der unter anderem von Oktober 1979 bis zu seiner Pensionierung im März 1992 Generalsekretär der Wirtschaftskammer Österreich war. Von 1983 bis 1992 war er zudem Vizepräsident des Hauptverbands der österreichischen Sozialversicherungsträger.

## Leben und Wirken
Karl Kehrer wurde am 14. Oktober 1925 als Sohn des Landwirts Anton Kehrer (1893–1984) und dessen Ehefrau Theresia (geborene Kainberger; 1896–1972) in der Ortschaft Neundling bei Putzleinsdorf im oberen Mühlviertel als eines von sieben Kindern geboren. Nach dem Besuch der Volksschule in Putzleinsdorf besuchte er Gymnasien in Linz (Bischöfliches Gymnasium Petrinum), Kremsmünster (Stiftsgymnasium Kremsmünster) und Passau (Gymnasium Leopoldinum); im letztgenannten Gymnasium maturierte er 1943. Danach wurde er zur Wehrmacht einberufen und geriet während seines Kriegsdienstes im Zweiten Weltkrieg in Kriegsgefangenschaft (zuerst in Deutschland, dann in Frankreich), aus der er erst 1946 heimkehrte. Nach seiner Rückkehr in die Heimat begann er ein Studium der Sprachwissenschaft an der Philosophischen Fakultät der Universität Wien, von der er am 21. Dezember 1950 mit einem Doktor der Philosophie promovierte. Während dieser Zeit kam er auch in Kontakt mit der in Wien ansässigen und im Jahre 1900 gegründeten KÖStV Kürnberg, einer farbentragenden und nichtschlagenden Studentenverbindung und Mitglied des Österreichischen Cartellverbandes (ÖCV), deren Mitglied er am 28. Juni 1948 wurde und den Couleurnamen Besen erhielt. Im Sommersemester 1950 war er ein Consenior in der Studentenverbindung.
Nach seinem Studienabschluss trat er am 15. März 1951 in den Dienst der Bundeskammer der gewerblichen Wirtschaft Wien, wo er in der Sektion Gewerbe tätig wurde. Daneben begann er im Jahre 1952 ein Studium an der Rechts- und Staatswissenschaftlichen Fakultät an der Universität Wien, das er im Jahre 1958 als Dr. jur. abschloss. Im Herbst 1953 übernahm Kehrer die Leitung des Referats für Berufsausbildung und stieg dort im Juli 1972 zum Kammeramtsdirektor auf. Neben der Arbeit im Bereich der Berufsausbildung war er auch in der zoll- und handelspolitischen Abteilung tätig und arbeitete im Wirtschaftsförderungsinstitut (WIFI) mit. Am 1. Oktober 1979, wenige Tage vor seinem 54. Geburtstag, erfolgte seine Ernennung zum Generalsekretär der Bundeskammer der gewerblichen Wirtschaft, später Wirtschaftskammer Österreich (WKO). Diese Position hatte er bis zu seiner Pensionierung im März bzw. April 1992 inne und war parallel dazu von 1983 bis 1992 Vizepräsident des Hauptverbands der österreichischen Sozialversicherungsträger. Der Umschichtung der Mittel zwischen den Sozialversicherungsträgern durch Regierung und Parlament stand Kehrer damals kritisch gegenüber und ließ dies auch oftmals bei verschiedenen Anlässen sowie über die Medien verlautbaren. Bereits damals trat er für eine Reduzierung der Anzahl der Sozialversicherungsträger ein, was jedoch in seiner Amtszeit nicht mehr verwirklicht wurde. In seine Amtszeit als Generalsekretär fiel wiederum der Umzug der Wirtschaftskammer in die Wiedner Hauptstraße. Durch seine Funktion in der Bundeskammer war Kehrer zudem Präsidiumsmitglied des Österreichischen Wirtschaftsbundes (ÖWB), sowie Mitglied der Bundesparteileitung der Österreichischen Volkspartei (ÖVP). Ab dem Jahre 1980 trat der gebürtige Oberösterreicher zudem als Aufsichtsratsmitglied des Creditanstalt-Bankvereins in Erscheinung.
Innerhalb des Österreichischen Cartellverbandes war er vor allem noch bis in die späten 1960er bzw. frühen 1970er Jahre aktiv tätig. So war er von 1959 bis 1963 Leiter des Amtes für Berufsförderung im ÖCV-Beirat. Dieses Amt, das im Jahre 1948 anfangs nur als Besonderheit für die Altherrenschaft eingeführt wurde und dem Aufbau des CV-Berufszirkels dienen sollte, wurde jedoch 1963 wieder abgeschafft. In den Jahren 1960 bis 1970 war Kehrer Philistersenior des Kürnbergs; davor war er bereits von 1954 bis 1958 Philisterschriftführer und von 1958 bis 1960 Philisterconsenior. Außerdem war er Ehrenphilister der MKV-Verbindung KÖStV Mühlgau-Rohrbach.
Am 8. April 2017 starb Kehrer im Alter von 91 Jahren im Kreise seiner Familie in Wien. Im Anschluss an die Seelenmesse in der Basilika Unserer Lieben Frau zu den Schotten wurde Kehrer im engsten Familienkreis auf dem Döblinger Friedhof beigesetzt. Seit dem 4. Mai 1954 war er mit Elisabeth (geborene Mandl; * 1928) verheiratet; mit ihr hatte er die fünf Kinder Thomas (* 1955), Martin (* 1958), Elisabeth (* 1961), Susanne (* 1963) und Florian (* 1966).

## Ehrungen
Zeitlebens wurde Kehrer mehrfach geehrt. So war er unter anderem Träger des Großen Silbernen Ehrenzeichens mit dem Stern für Verdienste um die Republik Österreich und des Großen Verdienstkreuzes des Verdienstordens der Bundesrepublik Deutschland (Bundesverdienstkreuz).